# Andrzej Wójcik (filolog)
Andrzej Wójcik (ur. 17 czerwca 1926 w Babicach pod Oświęcimiem, zm. 9 lutego 2009 w Poznaniu) – polski filolog, profesor, wykładowca Instytutu Filologii Klasycznej UAM, badacz poezji antycznej.

## Życiorys
Syn urzędnika państwowego - Władysława i Marii z Hałacińskich. Nie ukończywszy gimnazjum w Gostyniu, został wysiedlony przez Niemców w okolice Rawy Mazowieckiej. Pracował tam jako rolnik. Od lipca 1943 laborant w Institut für Flackfieber und Virusforschung. W 1945 zdał maturę w Krakowie. Jesienią tego roku przeniósł się do Poznania, gdzie podjął studia na Uniwersytecie Poznańskim (potem UAM) na kierunkach: filologia klasyczna oraz polonistyka. Tytuł magistra otrzymał 30 czerwca 1949 (praca Quatenus Catullus differat ab Horatio). Nauczał łaciny w Seminarium Duchownym w Gorzowie Wielkopolskim. Od 1955 lektor języków klasycznych na Studium Języków Obcych UAM. Doktorat z filologii obronił 31 maja 1962 (Kształtowanie się legendy Katona Starszego w starożytności). Stopień doktora habilitowanego otrzymał 6 października 1977  na podstawie rozprawy Problematyka literacka w twórczości Horacego. Docent od 1 lutego 1979. Tytuł profesora nadzwyczajnego uzyskał 31 marca 1988.
Został pochowany 18 lutego 2009 na cmentarzu na Junikowie w Poznaniu.

## Osiągnięcia i odznaczenia

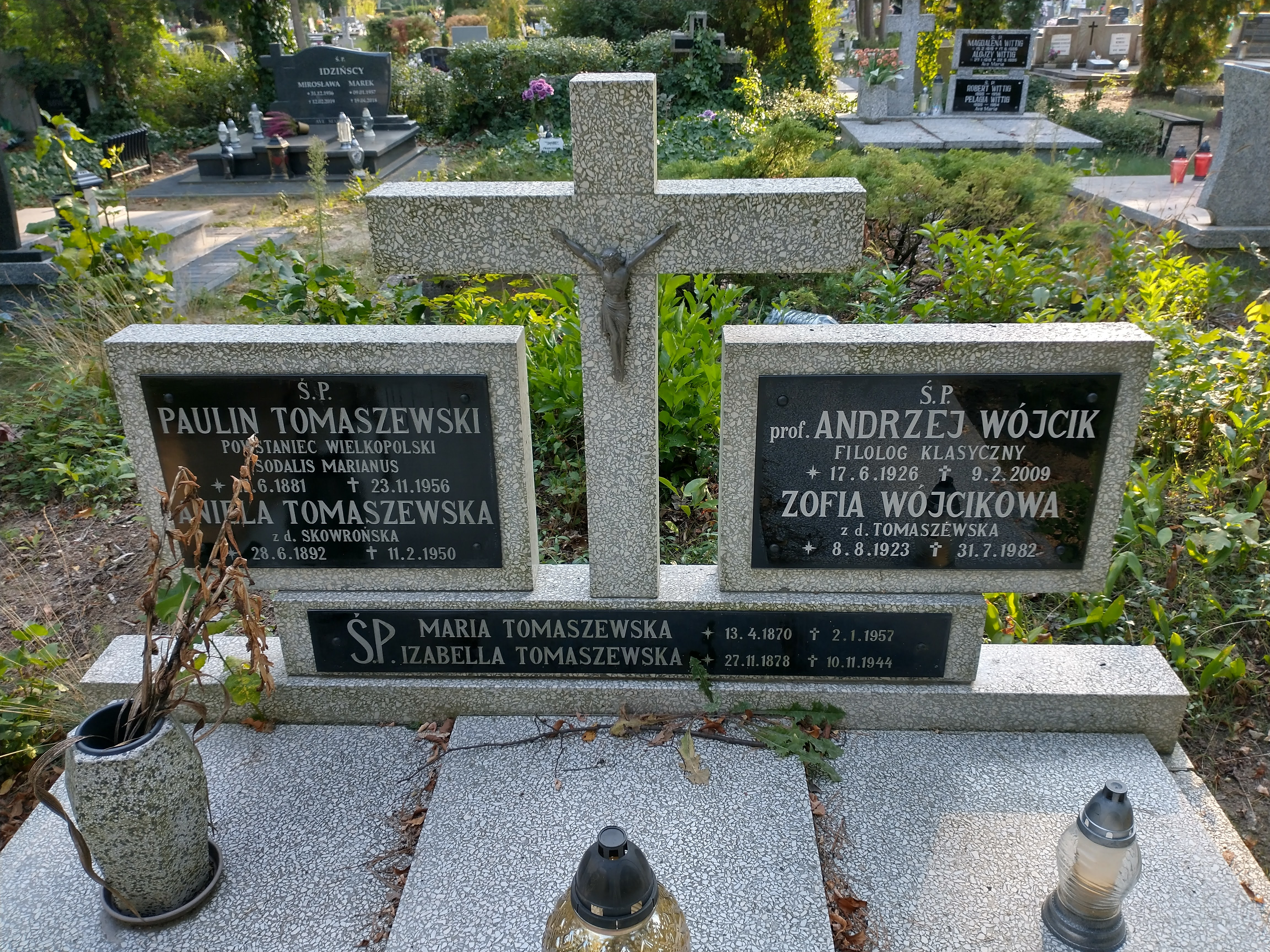
Grób na cmentarzu junikowskim

Podstawowymi nurtami tematycznymi opracowywanymi przez Andrzeja Wójcika były:
- leksykografia grecka,
- kultura rzymska okresu archaicznego, w tym postać Katona Starszego,
- poezja augustowska.

Wydał cztery książki o Horacym i Owidiuszu. Pod jego kierunkiem wykształciło się 17 magistrów i jeden doktor. Był członkiem Komitetu Naukowego o Kulturze Antycznej PAN i Komisji Filologicznej PTPN. 
Odznaczony został Krzyżem Kawalerskim Orderu Odrodzenia Polski (1983), Złotym Krzyżem Zasługi (1974) i Medalem KEN (1992). 

## Życie prywatne
Ślub w 1950 z Zofią Tomaszewską, także filologiem klasycznym (zm. 1982). Miał czwórkę dzieci: Marię, Ewę, Michała i Antoniego profesora fizyki na UAM.